# Лавров, Борис Александрович (актёр)
Борис Александрович Лавро́в (1901—1999) — советский актёр театра и кино. Заслуженный артист РСФСР (1949). Лауреат Сталинской премии второй степени (1949).

## Биография

Могила Лаврова и его тестя архитектора Ивана Жолтовского.

Борис Лавров родился 17 (30) декабря 1901 года в Богородске (ныне Ногинск Московской области). Окончил драматическую студию. С 1941 года актёр МАДТ имени Моссовета.
Умер на 98-м году жизни 20 ноября 1999 года. Похоронен в Соколе на Третьяковском кладбище (участок № 1).

## Творчество

### Театральные работы
- 1948 — «Обида» А. А. Сурова — Виктор Семёнович Державин
- 1952 — «Красавец мужчина» А. Н. Островского — Лупачёв
- «Шторм» В. Н. Билль-Белоцерковского — Шуйский
- «Гражданин Франции» Д. Я. Храбровицкого — Член Политбюро ФКП

### Фильмография
- 1934 — Карьера Рудди — Артур Шефенберг
- 1956 — Это начиналось так… — Работник ЗАГСа
- 1965 — Тридцать три — зубной врач Александр Фёдорович
- 1978 — Дальше — тишина… (телеспектакль) — Хеннинг

## Награды и премии
- Сталинская премия второй степени (1949) — за исполнение роли Виктора Семёновича Державина в спектакле «Большая судьба» («Обида») А. А. Сурова[1]
- Заслуженный артист РСФСР (19 апреля 1949)